# Bad Bunny
Bad Bunny, Benito Antonio Martínez Ocasio (ur. 10 marca 1994 w San Juan) – portorykański raper, piosenkarz i producent.
Nazywany królem latynoskiego trapu (El Rey del trap latino) śpiewa po hiszpańsku, w 2024 uznawany był za najpopularniejszego artystę śpiewającego w tym języku. Od 2020 do 2022 najchętniej słuchany artysta na Spotify, a jego album Un verano sin ti jest najbardziej odtwarzanym w historii.
Jest aktywny muzycznie od 2013 roku. Po zdobyciu popularności na SoundCloudzie w 2016 podpisał kontrakt z lokalną wytwórnią Hear This Music. Po sukcesie singla Soy peor zyskał sławę, później współpracując z Cardi B i Drakiem przy singlach I like it oraz Mia, które osiągnęły podium listy Hot 100 tygodnika Billboard. Jego debiutancki album studyjny X 100pre, wydany w 2018 zdobył nagrodę Latin Grammy i trafił na listę 500 albumów wszech czasów magazynu Rolling Stone, zajmując 447. miejsce. El último tour del mundo, trzeci solowy album Bad Bunny’ego stał się pierwszym w całości hiszpańskojęzycznym albumem, który znalazł się na liście Billboard 200. Singiel z tego albumu, Dákiti, znalazł się w topce Hot 100. Album Un verano sin ti wydany w 2022 roku był pierwszym nominowanym w kategorii Album roku do Nagrody Grammy będącym w całości śpiewanym po hiszpańsku.
W trakcie swojej kariery zdobył trzy nagrody Grammy, cztery nagród Latin Grammy, osiem nagród Billboarda i trzynaście hiszpańskich nagród Lo Nuestro. Jest artystą roku 2022 Apple Music. Do kwietnia 2024 Bad Bunny sprzedał ponad 7 milionów płyt na całym świecie.
Poza muzyką zajmuje się wrestlingiem. Po raz pierwszy pojawił się w WWE w 2021 i zadebiutował na ringu na gali WrestleMania 37. Walczył jeszcze na galach Royal Rumble w 2022 i Backlash w 2023. Jest jednorazowym zwycięzcą WWE 24/7 Championship.

## Życiorys

### Dzieciństwo
Jego pseudonim artystyczny Bad Bunny (pol. Zły króliczek) wywodzi się od zdjęcia wykonanego w dzieciństwie w Wielkanoc, na którym nosi uszy królika z gniewną miną.
Urodził się 10 marca 1994 w San Juan, stolicy Portoryko, a wychowywał się w Almirante Sur, dzielnicy Vega Baja. Jego ojciec, Benito był kierowcą ciężarówki, a matka Lysaurie emerytowaną nauczycielką angielskiego. Ma dwójkę braci – Berniego i Bysaela. W wielu wywiadach podkreślał rolę rodziny w jego życiu wskazując, że wychowywał się w szczęśliwym domu i zawsze lubił spędzać czas z rodziną.
Muzyką interesował się od 5 roku życia. Jako dziecko śpiewał w chórze kościelnym do 13. roku życia. Od dzieciństwa miał styczność m.in. z salsą i merengue, a jego inspiracją byli inni portorykańscy artyści – Daddy Yankee i Héctor Lavoe. Pierwszy solowy występ odbył w szkolnym pokazie talentów wykonując piosenkę Mala gente. Często nieśmiały, zyskał popularność wśród rówieśników, wykonując często humorystyczne freestyle. Poza muzyką interesował się również skateboardingiem i zapasami. Według artysty jego matka chciała aby został inżynierem, ojciec zaś wolał aby był graczem baseballa. Zaczął studia z zakresu komunikacji audiowizualnej na Uniwersytecie Portorykańskim w Arecibo.

### Początki kariery
Zaczął pisać własne teksty w wieku 14 lat. W 2013 rozpoczął publikowanie utworów na SoundCloud. Pracując jako pakowacz w supermarkecie Econo w Vega Baja, w 2016 wydał utwór Diles który przyciągnął uwagę producenta DJ Luiana, który zaproponował mu kontrakt z lokalną wytwórnią Hear This Music. Cieszył się zainteresowaniem ze strony producentów, którzy byli zaintrygowani jego ekstrawaganckim stylem. Od tego czasu udało mu się kilkakrotnie wejść na listę przebojów Hot Latin Songs w USA. Jego singiel Soy Peor osiągnął 22. miejsce na tej liście i stał się hitem na latynoskiej scenie trapu. Według stanu na marzec 2023 teledysk tego utworu ma ponad miliard wyświetleń na platformie YouTube.

### 2017–2019: Rozpoznawalność,X 100PreiOasis
W maju 2017 utwór Ahora me llama tworzona w kolaboracji z Karol G wygenerował 700 milionów wyświetleń na platfomie YouTube i zajął 10. miejsce na liście Hot Latin Songs. Signiel był opisywany jako "hymn pochwalający kobiecość i rzucający wyzwanie tradycyjnej męskośći". Został uznany jako jedna z najlepszych piosenek w języku hiszpańskim 2017 roku.
Latem 2017 roku podpisał ekskluzywny kontrakt z Cárdenas Marketing Network (CMN) na kilka krajów Ameryki Łacińskiej. Współpracował przy utworze Becky G Mayores. W listopadzie piosenka Tu No Metes Cabra zajęła 38. miejsce na liście Hot Latin Songs. W tym samym miesiącu rozpoczął prowadzenie pierwszego radiowego programu w języku hiszpańskim o tematyce muzycznej Trap Kingz na antenie radia Beats 1. Jego piosenki wydane we współpracy z Ozuną, Nicky Jamem, J Balvinem i Prince Roycem – Sensualidad oraz Te boté zajmowały czołowe miejsca na listach Billboarda. Tylko w 2017 roku Bad Bunny pojawił się w 15 piosenkach z tejże listy przebojów.
W 2018 Bad Bunny z J Balvinem współpracowali z Cardi B przy singlu I Like It, który osiągnął pierwsze miejsce na liście Hot 100, stając się pierwszym w jego karierze osiągającym to miejsce. Płyta Cardi B zawierająca singiel była nominowana do nagrody Grammy w kategorii Album Roku. 11 października 2018 wydał we współpracy z Drakiem singiel Mía, który zajął 5. miejsce na listach Billboarda i jest najpopularniejszym teledyskiem na kanale Bad Bunny’ego na platformie YouTube. W listopadzie wypuścił z Jennifer Lopez piosenkę Te Guste, w której teledysku pojawiło się dużo zmysłowych scen. Reżyserem był Mike Ho.

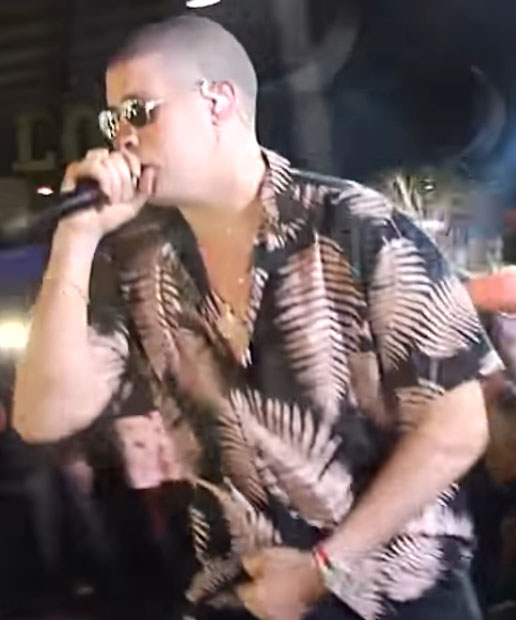
Koncert Bad Bunny’ego w Ekwadorze w trakcie trasy X 100Pre Tour

W Wigilię 24 grudnia 2018 Bad Bunny wypuścił swój debiutancki album X 100pre. Wtedy również opuścił wytwórnię DJ Luiana Hear This Music, w filmach na Instagramie ujawniając, że nie pozwalano mu nagrać własnego albumu. Podpisał wtedy kontrakt z portorykańską wytwórnią Rimas Entertainment. Na platformie Metacritic przyznającym oceny w skali od 1 do 100 album otrzymał ocenę 84, co wskazuje na "powszechne uznanie". Album zawiera szeroką gamę gatunków muzycznych, m.in. pop punk i muzykę peruwiańską. Krytyk Alexis Petridis chwalił Bad Bunny’ego za "nieskrępowaną kreatywność". W weekend 8 do 10 marca 2019 artysta dawał koncerty w José Miguel Agrelot Coliseum w San Juan, które zostały wyprzedane w ciągu kilku godzin, przez co zagrał kolejny koncert. W 2020 album X 100Pre został uznany za jeden z 500 albumów wszech czasów na liście magazynu Rolling Stone, zajmując 447. lokatę. W celu promocji albumu, Bad Bunny udał się na trasę koncertową po Ameryce Północnej, Ameryce Południowej i Europie. Trasa rozpoczęła się w San Juan 8 marca 2019 i skończyła się w Tampie 8 grudnia tego samego roku. Trasa była zapowiadana na Facebooku od grudnia 2018. Łącznie na koncerty w 2019 sprzedano 660 tys. biletów.
28 czerwca 2019 wspólnie z J Balvinem wypuścił album Oasis zawierający osiem piosenek. Album nie został wcześniej zapowiedziany, przez co wywołał zaskoczenie. Obaj artyści znali się od koncertu Balvina w 2017 i współpracowali przy utworze Si tu novio de deja sola. Oasis zajął 9. miejsce na liście Billboard 200 i znalazł się na liście przebojów US Latin Album. W tym samym roku wystąpił na festiwalu Coachella. Piosenka Afilando los cuchillos była wykorzystywana w trakcie protestów w Portoryko w 2019. W celu wsparcia manifestantów, Bad Bunny przerwał swoją trasę po Europie i wziął udział w protestach. Kilka dni po zakończeniu protestów współpracując z raperem Residente wydali singiel Bellacoso. Powodem jego wydania była obietnica złożona przez Residente, że kiedy gubernator Portoryko, Ricardo Rosselló, zrezygnuje, to stworzy taneczną piosenkę w stylu reggaeton.

### 2020–2021:YHLQMDLG,Las que no iban a saliriEl último tour del mundo
Na początku 2020 roku Bad Bunny zaczął wspominać o wydaniu nowego albumu. Tytuł został po raz pierwszy został wspomniany w singlu Vete. W lutym 2020 był gościnnym wykonawcą na Super Bowl LIV, wykonywanego przez Shakirę i Jennifer Lopez. W trakcie eventu Calibash 2020 potwierdził, że nazwa albumu będzie brzmiała YHLQMDLG. 27 lutego 2020 w trakcie telewizyjnego show potwierdził wydanie nowego albumu YHLQMDLG z okładką i ujawnił datę wydania – 29 lutego 2020. Skrótowiec oznacza Yo Hago Lo Que Me Da La Gana (pol. Robię co chcę). Na piosenkach w albumie pojawiają się inni znani artyści, m.in. Daddy Yankee, Yaviah, Jowell & Randy i Ñengo Flow.
Album ukazał się o północy 29 lutego 2020. Jest hołdem dla marquesinas – imprez garażowych, w których Bad Bunny uczestniczył w młodości, nawiązuje też do reggaetonu z początku lat dwutysięcznych. W ostatniej piosence albumu <3 artysta ogłosił swój zamiar przejścia na emeryturę po wydaniu kolejnego albumu, uznając że sława i stres z nią związany mają negatywny wpływ na jego zdrowie, nawiązując do boksera Miguela Cotto. Zadebiutował na liście Billboard 200 na drugim miejscu, stając się najwyżej notowanym hiszpańskojęzycznym albumem w historii. Przez krytyków YHLQMDLG był chwalony za różnorodność gatunkową. Aby promować album, poza wiodącym singlem Vete, Bad Bunny wydał także singiel Ignorantes we współpracy z panamską piosenkarzem Sech i La difícil. W marcu 2020 pojawił się teledysk do utworu Yo Perreo Sola, w którym tańczy jako drag queen. Ostatnia część teledysku potępia molestowanie seksualne kobiet. Yo perreo sola zajęła 1. miejsce na liście Billboarda Latin Airplay, po raz dziewiąty w karierze Bad Bunny’ego.

Napisałem ją z perspektywy kobiety. Chciałem, żeby śpiewał kobiecy głos – ona twerkuje sama, ponieważ nie oznacza tego samego co głos mężczyzny. Ale czasami czuję się jak kobieta.

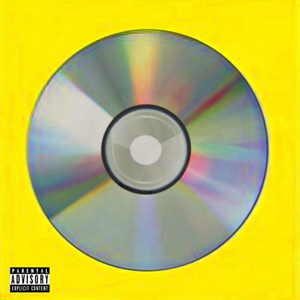
Okładka albumu Las que no iban a salir

4 kwietnia 2020 wydał piosenkę En Casita, zainspirowaną pandemią COVID-19, która wyrażała solidarność z innymi w trakcie lockdownu i zawierała wokale jego partnerki, Gabrieli Berlingeri. 10 maja tego samego roku wydał album Las que no iban a salir, bez wcześniejszych zapowiedzi. Na albumie pojawiają się Don Omar, Yandel, Zion & Lennox, Nicky Jam i Jhay Cortez. Omawiając niespodziewaną premierę albumu, Bad Bunny oznajmił, że to nie miało żadnego znaczenia – chciał tym samym "zapewnić ludziom rozrywkę, której potrzebują". Grał drugoplanową postać Everado Arturo El Kitty Paeza w serialu Narcos: Meksyk przed odwołaniem zdjęć do filmu ze względu na pandemię. Premiera odbyła się w listopadzie 2021 roku.
W lipcu 2020 roku pojawił się na pierwszej cyfrowej okładce magazynu Playboya jako pierwszy mężczyzna, który się tam pojawił poza założycielem Hughiem Hefnerem. Zdjęcia do okładki wykonano w Miami na Florydzie, a magazyn nosi tytuł Bad Bunny nie bawi się w Boga. Otrzymał także nagrodę ASCAP dla latynoskiego autora tekstów roku. W następnym miesiącu jego piosenka Pero ya no została zaprezentowana w kampanii Joego Bidena w wyborach prezydenckich w USA w 2020. 20 września 2020 Bad Bunny wykonał niespodziewany darmowy koncert za pośrednictwem YouTube na dachu ciężarówki jadącej ulicami Nowego Jorku do szpitala w Harlem. W październiku 2020 wydał signiel Dákiti wraz z Jhayem Cortezem, który zajął pierwsze miejsce na liście Billboard Global 200 i piąte miejsce na Hot 100. Piosenka znajduje się na jego trzecim albumie studyjnym, El último tour del mundo, który ukazał się 27 listopada 2020 i jest opisywany jako "ambitny i osobisty". Na albumie poza Dákiti znajduje się jeszcze 15 utworów. Stał się pierwszym w pełni hiszpańskojęzycznym albumem, który dotarł na 1. miejsce listy Billboard 200.
Bad Bunny i album YHLQMDLG zostali odpowiednio najczęściej słuchanym artystą i albumem na platformie Spotify w 2020 roku. Jets pierwszym nieanglojęzycznym artystą, który znalazł się na szczycie tej listy. The Guardian określił go jako "największą gwiazdę popu na świecie" ze względu na liczbę słuchaczy i odtworzeń na platformach muzycznych. Album YHLQMDLG otrzymał Nagrodę Grammy w kategorii Najlepszego latynoskiego lub miejskiego albumu na 63. dorocznej ceremonii wręczenia nagród. 20 lutego 2021 roku Bad Bunny wraz z Rosalíą wykonali La Noche de Anoche i Te Deseo Lo Mejor w programie Saturday Night Live. Na liście przebojów Hot 100 Billboarda singiel Yonaguni, wydany 4 czerwca 2021, stał się czwartym singlem Bad Bunny’ego na tej liście i pierwszym, w którym nie brał udziału żaden artysta towarzyszący. Bad Bunny został obsadzony w nadchodzącym filmie Bullet Train w reżyserii Davida Leitcha z Bradem Pittem w roli głównej.
W lipcu 2021 ogłoszono, że Bad Bunny był współautorem i współproducentem piątego albumu portorykańskiego artysty latynoskiego popu Tommy’ego Torresa zatytułowanego El Playlist de Anoche. Zdobył 10 nagród na gali Billboard Latin Music Awards 2021, w tym w kategorii Artysta Roku. W następnych miesiącach pojawiał się w singlu zespołu Aventura Volví i wydał singiel Lo Siento BB:/ z Tainy i Julietą Venegas. We wrześniu 2021 pojawił się na liście 100 najbardziej wpływowych ludzi tygodnika Time. Album El último tour del mundo zdobył nagrodę w kategorii Najlepszy Album Muzyki Miejskiej na 64. ceremonii wręczenia nagród Grammy. W grudniu 2021 Bad Bunny został najczęściej słuchanym artystą na świecie poraz drugi z rzędu.
24 grudnia 2021 roku wydano krótkometrażowy film i teledysk zatytułowany Te Deseo Lo Mejor, który powstał we współpracy z twórcami serialu Simpsonowie. Reżyserem filmu jest David Silverman, a w rolach głównych wystąpili Humberto Vélez, Claudia Motta i Bad Bunny.

### Od 2022:Un verano sin ti,Nadie sabe lo que va a pasar mañanaiDebí tirar más fotos
W 2021 Benito ogłosił, że pracuje nad nowym albumem, zatytułowanym Un verano sin ti. Artysta zapowiedział go oficjalnie na początku 2022 roku za pomocą filmów promocyjnych, które zostały opublikowane w pierwszych miesiącach tego roku wraz ze swoją ówczesną partnerką Gabrielą Berlingeri i aktorem Mario Casasem za pośrednictwem filmów na Instagramie. Bad Bunny wydał album 6 maja 2022. Czwarty studyjny album artysty zawiera 23 utwory silnie zróżnicowane gatunkowo, z których najbardziej wyróżniają się reggaeton, rock, merengue, deep house, synth pop oraz dancehall. Na albumie pojawiło się wielu lokalnych latynoskich artystów. Album odniósł sukces komercyjny, debiutując na 1. miejscu listy Billboard 200, utrzymując się tam przez 13 tygodni. Album został ogłoszony najlepszym albumem roku przez Billboard 200, a także najlepiej sprzedającym się albumem na świecie w 2022 roku przez IPFI, dzięi czemu Bad Bunny został pierwszym Latynosem, który zdobył nagrodę IPFI. Un verano sin ti pobił rekord najczęściej słuchanego albumu wszech czasów na Spotify, przez co stał się pierwszym hiszpańskojęzycznym albumem nominowanym do Nagrody Grammy w kategorii Album roku. Również, trzeci raz z rzędu, był najczęściej słuchanym artystą na świecie na Spotify.
Bad Bunny rozpoczął swoją czwartą trasę koncertową World’s Hottest Tour 5 sierpnia 2022 roku, która miała objąć czternaście amerykańskich krajów. 4 października 2022 trasa stała się najbardziej dochodową w historii latynoskiej muzyki, zarabiając 232,5 milionów dolarów. Bad Bunny otrzymał osiem nominacji do American Music Awards 2022, w tym pierwszą w kategorii Artysta Roku. 19 maja 2023 Bad Bunny wydał solowy singiel Where She Goes w stylu jersey club. W teledysku pojawili się m.in. Frank Ocean, Lil Uzi Vert i Ronaldinho.
W piątek 13 października 2023 Bad Bunny wydał swój piąty album Nadie sabe lo que va a pasar mañana. Płyta zawiera 22 piosenki i trwa ponad 80 minut, zawierając w sobie mieszankę trapu i reggaetonu, inspirując się także jazzem i R&B. Projekt spotkał się z mieszanym, lecz w większości pozytywnym odbiorem krytyków, a jego premiera odniosła sukces komercyjny, zdobywając 1. miejsce na liście Billboard 200. Był również najczęściej odtwarzanym albumem w ciągu jednego dnia na Spotify.
W lutym 2024 ogłoszono, że Bad Bunny będzie jednym z prezenterów na 96. ceremonii wręczenia Oscarów. 19 września 2024 wydał singiel Una velita w siódmą rocznicę huraganu Maria, najtragiczniejszego w historii Portoryko. W trakcie kampanii wyborczej do wyborów prezydenckich w Stanach Zjednoczonych w 2024 artysta otwarcie poparł kandydaturę Kamali Harris i potępił komentarze na wiecu Donalda Trumpa wobec Portoryko i jego mieszkańców.
W grudniu 2024 zapowiedział wydanie nowego, szóstego w karierze solowego albumu 5 stycznia 2025 pod tytułem Debí tirar más fotos (pol. Powinienem zrobić więcej zdjęć). Tytuł płyty nawiązuje do przemyśleń rapera na temat momentów wartych utrwalenia i doceniania. Album ukazał się zgodnie z zapowiedziami w niedzielę 5 stycznia 2025 około godziny 16:00 czasu polskiego. Zawiera 17 piosenek nawiązujących do tradycyjnych portorykańskich stylów, takich jak plena, jibara i reggaeton. Gościnnie pojawia się na nim wielu lokalnych artystów, zaś sam Bad Bunny określił płytę jako "najbardziej portorykański album w dziejach" uznając, że stanowi dla niego ponowne złączenie się z ojczyzną. Na platformie Metacritic album uzyskał 95 z 100 możliwych punktów, co oznacza "powszechne uznanie".
Wiosną 2025 Uniwersytet Yale wprowadził nowy kurs zatytułowany "Bad Bunny: Estetyka muzyczna i polityka", który będzie oferowany w semestrze jesiennym 2025. Podczas zajęć studenci będą badali, w jaki sposób muzyka Bad Bunny’ego odzwierciedla historię, estetykę i politykę, ze szczególnym uwzględnieniem historii kolonialnej Portoryko, diaspory portorykańskiej w Nowym Jorku oraz ewolucji form muzycznych takich jak plena, salsa i reggaeton. Inspiracją do utworzenia kursu stał się najnowszy album artysty, Debí tirar más fotos, który Bad Bunny określił jako „najbardziej portorykański album”, zawierający współprace z portorykańskimi artystami.
W maju 2025 roku wokalista ogłosił światową trasę Debí Tirar Más Fotos World Tour, przypadającą na przełom 2025 i 2026. Trasa obejmuje 23 występy, w tym jeden na PGE Narodowym w Warszawie 14 lipca 2026 roku. Trasa rozpocznie się 21 listopada 2025 roku w Santo Domingo, a zakończy w Brukseli 22 lipca 2026 roku. Będą to pierwsze występy Bad Bunny’ego w Europie od 2019 roku i pierwszy w historii w Polsce. Również w trakcie swojej klasy artysta całkowicie ominie Stany Zjednoczone, co wywołało spekulacje, jako że ominięcie USA miało stanowić protest wobec polityki Donalda Trumpa i amerykańskiego rządu wobec Portoryko i Portorykańczyków.

## Dyskografia
Albumy:
- X 100pre (2018)
- YHLQMDLG (2020)
- El último tour del mundo (2020)
- Un verano sin ti (2022)
- Nadie sabe lo que va a pasar mañana (2023)
- Debí tirar más fotos (2025)

## Filmografia
Filmografia
- 2021: Szybcy i wściekli 9 jako Lookout
- 2021: Narcos: Meksyk jako Kitty Paez (4 odcinki)
- 2022: Bullet Train jako Wilk
- 2023: Cassandro